# Охотсько-Маньчжурська тайга
Охотсько-Маньчжурська тайга — екорегіон (WWF ID: PA0606) хвойних лісів на Далекому Сході Росії, що охоплює дельту річки Амур, західне узбережжя Охотського моря та північ Сіхоте-Аліня.
Прямує з південного заходу на північний схід через Приморський і Хабаровський краї. Це найпівденніший тайговий ліс Євразії.
Екорегіон відрізняється від навколишніх екорегіонів дещо теплішим кліматом через морський вплив і захистом гір на заході, а також змішанням видів флори і фауни з Охотсько-Камчатських екорегіонів на півночі та маньчжурських видів з півдня.
Ліс на нижчих висотах — «світла тайга» (переважно модрина), а на вищих — «темна тайга» (ялина та ялиця).

## Розташування та опис
Екорегіон охоплює територію приблизно 700 км W-E, та на 1200 км N-S, простягається довгими вузькими смугами вздовж узбережжя Охотського моря на та хребта Сіхоте-Алінь. Межує на заході з екорегіоном Маньчжурських мішаних лісів — територія невисоких пагорбів, покритих сосново-листяним лісом; на сході обмежений Охотським морем і Сахалінська затока.
На півночі знаходиться екорегіон Східносибірської тайги — холодніший регіон модринових лісів, де менше снігу.
Екорегіон Уссурійських широколистяних і мішаних лісів розташований на півдні, з вищими температурами та мішаними широколистяними лісами.

## Клімат
Клімат Охотсько-Маньчжурської тайги — вологий континентальний клімат з теплим літом (за класифікацією клімату Кеппена (Dwb)), з сухою зимою. Цей клімат характеризується великими сезонними перепадами температур і теплим літом (принаймні чотири місяці з середньою температурою вище 10 °C, але жодного місяця з середньою температурою вище 22 °C.

## Флора
Регіон знаходиться далі на північ і вище, ніж екорегіон Уссурійських широколистяних та мішаних лісів, який представлений монгольським дубом та іншими широколистяними видами. 36 % території — листопадні ліси, 19 % — вічнозелені хвойники, 8 % — широколистяні ліси, 13 % — решта лісів, 5 % — водно-болотні угіддя.
Дельта річки Амур має велику кількість водно-болотних угідь і пов'язаних з ними рослин.

## Фауна
Серед ссавців варто відзначити: лисиця, росомаха, вовк, рись, бурий ведмідь, лось, олень японський і карибу. На Шантарських островах і в Охотському морі є великі колонії морських птахів. Серед звичайних птахів варто відзначити: Accipiter gentilis, Strix uralensis, Cuculus optatus, Certhia familiaris.

## Захист
Понад 8 % території екорегіону є заповідною, серед заповідників:
- Бочинський природний заповідник[en] — найпівнічніший заповідник, де мешкає зникаючий амурський тигр. (Площа: 2674 км²)
- Буреїнський заповідник[en] — заповідник ІА класу МСОП «суворий екологічний заповідник». (Площа: 3 584 км²)
- Джугджурський заповідник[en] — Підтримує нерестові потоки в Охотське море для кети, горбуші та кижуча. (Площа: 8 599 км²)
- Комсомольський заповідник[en] — МСОП класу Ia «суворий екологічний заповідник». (Площа: 643 км²)
- Національний парк Шантарські острови — національний парк II класу МСОП. (Площа: 5 155 км²)